# Santa Rosa do Purus
Santa Rosa do Purus – miasto i gmina w Brazylii, leży w stanie Acre. Gmina zajmuje powierzchnię 6145,61 km². Według danych szacunkowych w 2016 roku miasto liczyło 6021 mieszkańców. Położone jest około 300 km na zachód od stolicy stanu, Rio Branco, oraz około 3100 km na zachód od Brasílii, stolicy kraju. Usytuowane jest nad rzeką Purus. 
28 kwietnia 1992 roku miejscowość została podniesiona do rangi gminy. Nowa gmina została utworzona poprzez wyłączenie z terenów gminy Manoel Urbano. 
W 2014 roku wśród mieszkańców gminy PKB per capita wynosił 9201,48 reais brazylijskich.